# Metafísica dos Costumes
A Metafísica dos Costumes (Die Metaphysik der Sitten) é uma obra de 1797 de filosofia política e filosofia moral escrita por Immanuel Kant. É também a última grande obra de Kant sobre filosofia moral. O trabalho é dividido em duas seções: a Doutrina do Direito, que trata dos direitos políticos, e a Doutrina da Virtude, que trata das virtudes éticas.
Nesta obra, Kant desenvolve a filosofia política e ética para a qual a Fundamentação e a Crítica da Razão Prática fornecem a base.
A Doutrina do Direito foi publicada separadamente por volta de janeiro de 1797, e a Doutrina da Virtude em agosto do mesmo ano. Kant fez uma segunda edição com pequenas revisões em 1798, que incluem a adição de um apêndice respondendo a uma resenha da Doutrina do Direito por Friedrich Bouterwek.

## Estrutura Geral da Obra
A obra é dividida em duas partes principais, a Rechtslehre e a Tugendlehre. A tradução de Mary J. Gregor (1991) explica esses termos alemães como, respectivamente, a Doutrina do Direito, que trata dos direitos que as pessoas têm, e a Doutrina da Virtude, que trata das virtudes que elas devem adquirir. A Doutrina do Direito também lida com ações necessárias relativas às relações externas entre as pessoas, e a Doutrina da Virtude também lida com os requisitos internos que caracterizam a ação moral e o dever.

## Resumo
A Doutrina do Direito está fundamentada na interpretação republicana das origens da comunidade política como sociedade civil e no estabelecimento do direito positivo. Publicada separadamente em 1797, a Doutrina do Direito é um dos últimos exemplos do republicanismo clássico na filosofia política. A Doutrina do Direito contém as declarações mais maduras de Kant sobre o projeto de paz e um sistema de leis para garantir os direitos individuais e públicos. Ela expõe princípios fundamentais e coercitivamente aplicáveis de conduta externa entre as pessoas, sendo o principal deles o princípio universal do direito, que afirma: Citação: 
Ela também discute direitos de propriedade, justiça punitiva, bem como direitos estatais e cosmopolitas.
A Doutrina da Virtude desenvolve ainda mais a teoria ética de Kant, para a qual ele já havia estabelecido os fundamentos na Fundamentação da Metafísica dos Costumes (1785) e na Crítica da Razão Prática. Ela desenvolve a concepção kantiana de virtude e exposições de deveres éticos particulares que temos como seres humanos racionais. Kant enfatiza particularmente o tratamento da humanidade como um fim em si mesma. Os deveres são tratados analiticamente por Kant, que distingue os deveres para conosco dos deveres para com os outros. Os deveres são ainda classificados como deveres perfeitos e deveres imperfeitos. Kant pensa que os deveres imperfeitos permitem uma latitudo, ou seja, a possibilidade de escolher máximas. Os deveres perfeitos, por outro lado, não permitem qualquer latitudo. Kant usa essa distinção ao discutir alguns dos deveres que foram mostrados como exemplos na Fundamentação em mais detalhes (a saber, não mentir, não cometer suicídio, cultivar os próprios talentos e ser benevolente com os outros). Ele também discute deveres particulares que não foram mencionados na Fundamentação, como os deveres de gratidão e não ser servil (falsamente humilde).
Assim, Kant distingue "Virtude" e "Direito": a "Doutrina do Direito" contém direitos como deveres perfeitos apenas em relação aos outros.

## Influência
No mundo anglófono, a Metafísica dos Costumes (1797) não é tão conhecida quanto os trabalhos anteriores de Kant, a Fundamentação da Metafísica dos Costumes (1785) e a Crítica da Razão Prática (1788), mas experimentou um renascimento através do trabalho pioneiro de Mary J. Gregor.

## Traduções para o inglês
Traduções do livro completo:
- Kant, Immanuel (1991). The Metaphysics of Morals. Traduzido por Mary J. Gregor. [S.l.]: Cambridge University Press. ISBN 0-521-30372-9 – via Internet Archive.
- Kant, Immanuel. The Metaphysics of Morals. Translated by Mary J. Gregor. Cambridge University Press, 1996. ISBN 0-521-56673-8.
- Kant, Immanuel. The Metaphysics of Morals. In Practical Philosophy. Edited by Mary J. Gregor. Cambridge University Press, 1996.
- Traduzido por Anônimo (John Richardson), "Metaphysic of Morals divided into Metaphysical Elements of Law and of Ethics." 2 vols. (London [Hamburg]: William Richardson, 1799).

Traduções da Parte I:
- Kant, Immanuel. The Philosophy of Law: An Exposition of the Fundamental Principles of Jurisprudence as the Science of Right. Translated by W. Hastie. Edinburgh: T. & T. Clark, 1887; reprinted by Augustus M. Kelly Publishers, Clifton, NJ, 1974. [introdução e toda a parte I]
- Kant, Immanuel. The Metaphysical Elements of Justice; Part I of the Metaphysics of Morals. 1st ed. Translated by John Ladd. Indianapolis: Bobbs-Merrill, 1965. [introdução e maior parte da parte I]
- Kant, Immanuel. The Metaphysics of Morals. In Kant: Political Writings. 2nd enl. ed. Edited by Hans Reiss. Translated by H. B. Nisbet. Cambridge: Cambridge University Press, 1991. [seleções da parte I]
- Kant, Immanuel. The Metaphysical Elements of Justice; Part I of the Metaphysics of Morals. 2nd ed. Translated by John Ladd. Indianapolis: Bobbs-Merrill, 1999. [introdução e toda a parte I]
- Kant, Immanuel. Metaphysics of Morals, Doctrine of Rights, Section 43-section 62. In Toward Perpetual Peace and Other Writings on Politics, Peace, and History. Edited by Pauline Kleingeld. Translated by David L. Colclasure. New Haven: Yale University Press, 2006. [seleções da parte I, referentes ao direito público]

Traduções da Parte II:
- Kant, Immanuel, The Doctrine of Virtue. Translated by Mary J. Gregor. New York: Harper & Row Torchbooks, 1964; reprinted by the University of Pennsylvania Press, 1971.
- Traduzido por James Wesley Ellington, in Ethical Philosophy. Indianapolis: Hackett, 1983 [1964]. [Parte II]
- Traduzido por John William Semple, "The Metaphysic of Ethics." Edinburgh: Thomas Clark, 1836; Reimpressões incluem 1871, ed. Henry Calderwood (Edinburgh: T. & T. Clark). [Introdução e partes da parte II]